# WAYAYA丼
『WAYAYA丼』（わややどん）は、2004年4月3日から2007年3月31日までメ〜テレで放送された情報番組。ハイビジョン制作、ステレオ放送。放送時間は毎週土曜10:55 - 11:45（JST） 。

## 概要
東海3県各地のエンターテインメント情報を紹介していた番組で、その回で特集した商品1年分や旅館宿泊権などを視聴者プレゼントにしていた。スタジオからの生放送で、スタジオには毎回観覧希望者を招いていた。プレゼントの応募は基本的にはがきを通じて行われていたが、2006年4月以降は携帯端末を介してのリアルタイム応募も可能になった。
以上が多田木亮佑司会期の放送内容であるが、高山トモヒロが司会を務めるようになってからは前番組『メ〜テレワイド ウルたま』のようにリポーター勢による旅企画が主体となっていった。この傾向は、番組が『WAYAYAあはっ!』と改題リニューアルしてからも続いた。

## 出演者

### 司会
- 多田木亮佑 - 2004年から2006年まで出演。
- 高山トモヒロ（ケツカッチン） - 2006年から2007年まで出演。

### アシスタント
- 影島香代子（当時メ〜テレアナウンサー） - 2004年9月まで出演。
- 清水由美（当時メ〜テレアナウンサー） - 2004年10月から2006年まで出演。
- 山田泰三（当時メ〜テレアナウンサー） - 2004年10月から2007年まで出演。
- 田中菜月 - 2006年から2007年まで出演。

### リポーター
- ボビー
- 宮本忠博
- 鷲野圭子（当時メ〜テレアナウンサー） - 2004年から2006年まで出演。
- 深津麻弓（当時メ〜テレアナウンサー） - 2005年から2006年まで出演。
- 大嶽まどか（当時メ〜テレアナウンサー） - 2006年から2007年まで出演。
- 合田倫子（当時メ〜テレアナウンサー） - 2006年から2007年まで出演。
- 佐藤倫子（当時メ〜テレアナウンサー） - 2007年のみに出演。

### ナレーター
- 神取恭子（当時メ〜テレアナウンサー）
- 倉橋友和（当時メ〜テレアナウンサー）

## 主な放送内容
シネマ丼
番組放送日当日から公開される映画や封切りされて間もない映画などを紹介していたコーナー。
おでかけ丼
高山と田中が東海3県各地を旅する模様を放送していたコーナー。
ごとうち丼
名古屋の少し変わった土産物や料理店などを紹介していたコーナー。2006年1月まで実施。
はつもの丼
名古屋初上陸の飲食店やグッズなどを紹介していたコーナー。2006年4月から実施。
まかない丼
ボビーが料理作りに挑戦していたコーナーで、担当講師から手ほどきを受けながら課題料理を作っていた。このコーナーでボビーが作った料理のレシピは、かつて存在していた番組公式サイトに掲載されていた。
WAYAYA BEAUTY PROJECT
女性向けの美容法を紹介していたコーナー。
WAYAYA BEAUTY PROJECT for MEN
男性向けの美容法やファッションコーディネイトなどを紹介していたコーナー。